# Cộng hòa nhân dân

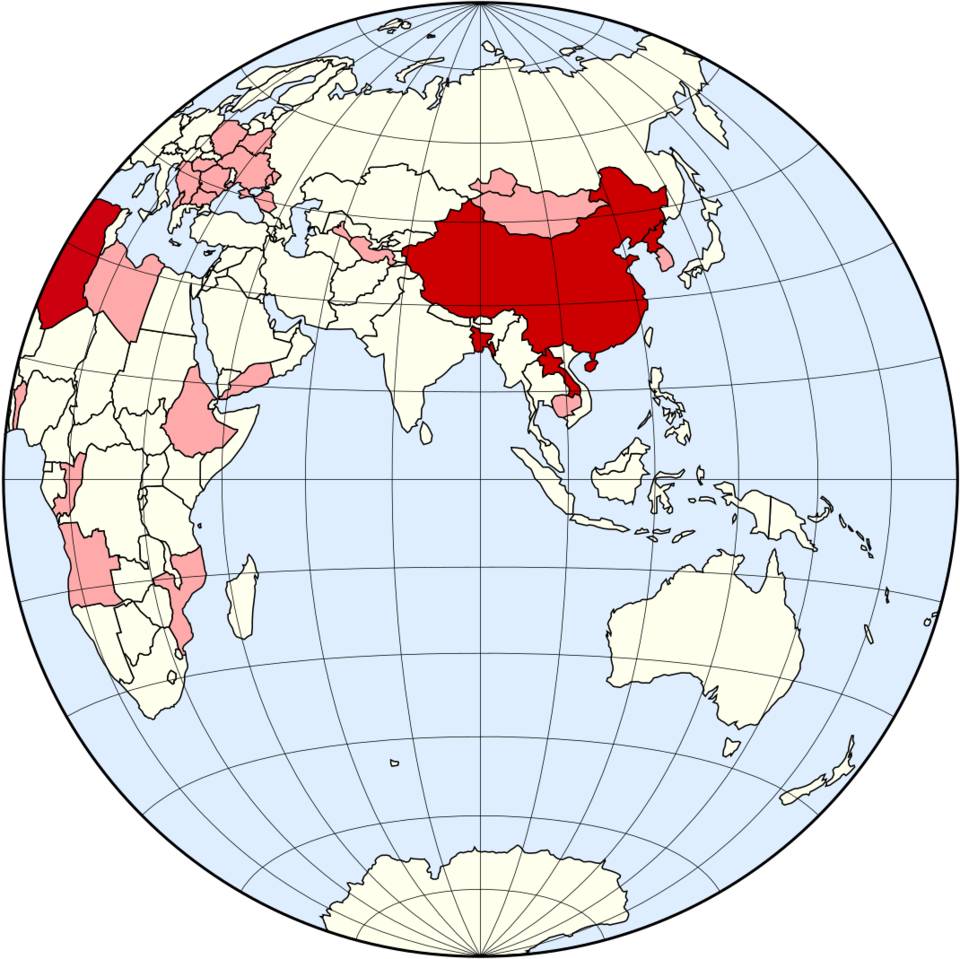
Các quốc gia sử dụng danh xưng cộng hòa nhân dân:
Hiện hành
Trước đây

Cộng hòa nhân dân (tiếng Anh: people's republic) là tên gọi của một số nhà nước hiện nay hoặc trước đây theo chủ nghĩa Marx–Lenin, và của các chính phủ cánh tả khác. Cộng hòa là thể thức mà ở đó nhiều người cùng tham gia vào việc điều hành 1 nước, tức là nói đến Bộ máy nhà nước có sự phân quyền giữa ba nhánh quyền lực lập pháp, hành pháp, và tư pháp, ở đó người dân có khả năng tham gia quyết định các chính sách của một quốc gia hay tham gia thành lập bộ máy nhà nước thông qua bầu cử. Nó khác hoàn toàn với chuyên chế hay độc tài. Tuy nhiên, tùy theo từng nước và hoàn cảnh quốc gia mà thể chế dân chủ phát triển đến mức độ nào. Ngoài ra, phân lập quyền lực giữa ba nhánh lập pháp, hành pháp và tư pháp ở các quốc gia này không thực sự độc lập mà nằm dưới sự chỉ huy của đảng cầm quyền, cụ thể là Đảng cộng sản; Nhà nước điển hình cho mô hình này là Cộng hoà nhân dân Trung Hoa (Trung Quốc). Động cơ của việc sử dụng thuật ngữ này là các chính phủ theo chủ nghĩa Marx-Lenin tuyên bố rằng họ đại diện cho nhà nước của đại đa số nhân dân, do dân và vì dân, quyền lực thuộc về nhân dân nên nước Cộng hòa xã hội chủ nghĩa cũng tương đương với nước Cộng hòa nhân dân, nhiều nước trong số này được hiến pháp gọi họ là nước Xã hội chủ nghĩa. Ở phương Tây, các quốc gia do chính phủ theo chủ nghĩa Marx-Lenin cai trị đôi khi được gọi là các nước Cộng sản hoặc nước Xã hội chủ nghĩa.
Hiện nay, Cộng hòa Nhân dân Trung Hoa là một trong số ít trên thế giới sử dụng thuật ngữ này trong số các quốc gia đang tồn tại, vì vậy các phương tiện truyền thông phương Tây đôi khi gọi nước Cộng hòa Nhân dân Trung Hoa gọi là "Cộng hòa Nhân dân" (tiếng Anh: People's Republic). Trước đây, khi một số phương tiện truyền thông nước ngoài đưa tin về Cộng hòa Nhân dân Trung Hoa, họ thường đọc tên đầy đủ vì cho rằng đọc "Trung Quốc" đôi khi nhầm lẫn với Trung Hoa Dân Quốc (Đài Loan), nhưng khi Cộng hòa Nhân dân Trung Hoa thay thế Trung Hoa Dân Quốc để có được ghế của Liên Hợp Quốc, nó ngày càng trở nên phổ biến hơn. Sau khi thiết lập quan hệ ngoại giao giữa nhiều quốc gia, Trung Quốc đã trở thành thuật ngữ chung để chỉ Cộng hòa Nhân dân Trung Hoa trong cộng đồng quốc tế.
Ngoài ra, hai nước xã hội chủ nghĩa, Cộng hòa Dân chủ Nhân dân Triều Tiên và Cộng hòa Dân chủ Nhân dân Lào, sử dụng thuật ngữ Cộng hoà Dân chủ Nhân dân trong tên đầy đủ của họ, nhưng thường không đề cập đến chúng và chỉ gọi tắt là Triều Tiên và Lào.

## Cộng hòa Nhân dân theo chủ nghĩa Marx–Lenin
Các quốc gia ngày nay hiện hành là:
- Cộng hòa Nhân dân Trung Hoa (từ 1949)
- Cộng hòa Dân chủ Nhân dân Lào (từ 1975)
- Cộng hòa Dân chủ Nhân dân Triều Tiên (từ 1948)

Các cựu quốc gia là:
- Cộng hòa Nhân dân Albania (1946–1976) và Cộng hòa Nhân dân Xã hội chủ nghĩa Albania (1976–1992)
- Cộng hòa Nhân dân Angola (1975–1992)
- Cộng hòa Nhân dân Bénin (1975–1990)
- Cộng hòa Nhân dân Bulgaria (1946–1990)
- Cộng hòa Nhân dân Congo (1969–1992)
- Cộng hòa Dân chủ Nhân dân Ethiopia (1987–1991)
- Cộng hòa Nhân dân Hungary (1949–1989)
- Cộng hòa Nhân dân Campuchia (1979–1989)
- Cộng hòa Nhân dân Triều Tiên (1945–1946)
- Cộng hòa Nhân dân Mông Cổ (1924–1992)
- Cộng hòa Nhân dân Mozambique (1975–1990)
- Cộng hòa Nhân dân Ba Lan (1952–1989)
- Cộng hòa Nhân dân România (1947–1965)
- Cộng hòa Nhân dân Tuva (1921–1944)
- Cộng hòa Dân chủ Nhân dân Yemen (1967–1990)
- Cộng hòa Nhân dân Liên bang Nam Tư (1945–1963)
- Cộng hòa Xô viết Nhân dân Khorezm (1920–1925)
- Cộng hòa Xô viết Nhân dân Bukhara (1920–1925)
- Cộng hòa Xô viết Nhân dân Ukraina (1917–1918; hợp nhất thành Cộng hòa Nhân dân Ukraina)

## Cộng hòa Nhân dân không theo chủ nghĩa Marx–Lenin
Được thành lập với ảnh hưởng từ chính trị cánh tả, mặc dù không nhất thiết là chủ nghĩa Marx–Lenin:
Hiện hành:
- Cộng hòa Dân chủ Nhân dân Algérie (từ 1962)
- Cộng hòa Nhân dân Bangladesh (từ 1971)

Không được công nhận: 
Các phong trào ly khai sau đây đã tuyên bố Cộng hòa Nhân dân, nhưng chưa nhận được công nhận ngoại giao từ cộng đồng quốc tế: 
- Cộng hòa Nhân dân Donetsk (tuyên bố năm 2014)
- Cộng hòa Nhân dân Lugansk (tuyên bố năm 2014)

Cựu quốc gia:
- Đại dân quốc Nhân dân Xã hội chủ nghĩa Ảrập Libya (1977–2011)
- Cộng hòa Nhân dân Ukraina (1917–1921; kế tục bởi Cộng hòa Xã hội chủ nghĩa Xô viết Ukraina)
- Cộng hòa Nhân dân Tây Ukraina (1918–1919; đã tham gia Cộng hòa Nhân dân Ukraina)
- Cộng hòa Nhân dân Belarus (1918–1919; không được công nhận)
- Cộng hòa Nhân dân Krym (1917–1918; không được công nhận)
- Cộng hòa Nhân dân Hungary (1918–1919; không được công nhận)
- Cộng hòa Nhân dân Zanzibar (1963–1964)

Cộng hòa Nhân dân Bavaria là một cái tên đôi khi được sử dụng cho Nhà nước Nhân dân Bayern (tiếng Đức: Freier Volksstaat Bayern), một nhà nước xã hội chủ nghĩa tồn tại trong Bavaria trong Cách mạng Đức (1918–1919) với tư cách là đối thủ của Cộng hòa Xô viết Bayern.